# Kostel svatého Apolináře (Horšovský Týn)
Kostel svatého Apolináře stojí u hlavní silnice procházející Horšovským Týnem v jádru středověkého osídlení na jižním břehu řeky Radbuzy. Tvoří tak pandán k farnímu kostelu sv. Petra a Pavla a horšovotýnskému zámku. Původně zasvěcen Panně Marii, od 14. století sv. Apolináři. Je filiální kostel farnosti Horšovský Týn s farním kostelem sv. Petra a Pavla. Je chráněn jako kulturní památka.

## Stavební fáze

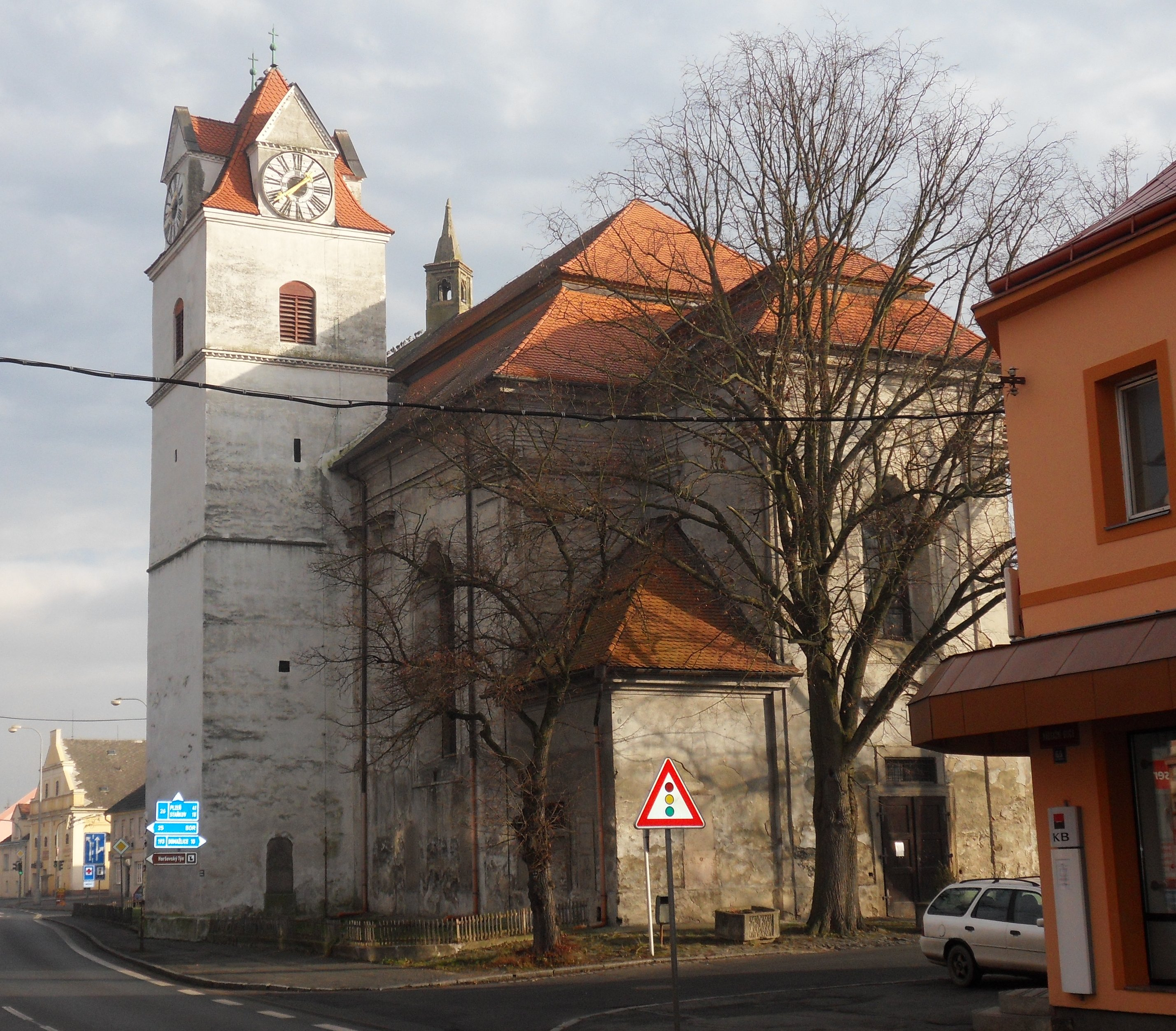
Pohled na kostel od západu

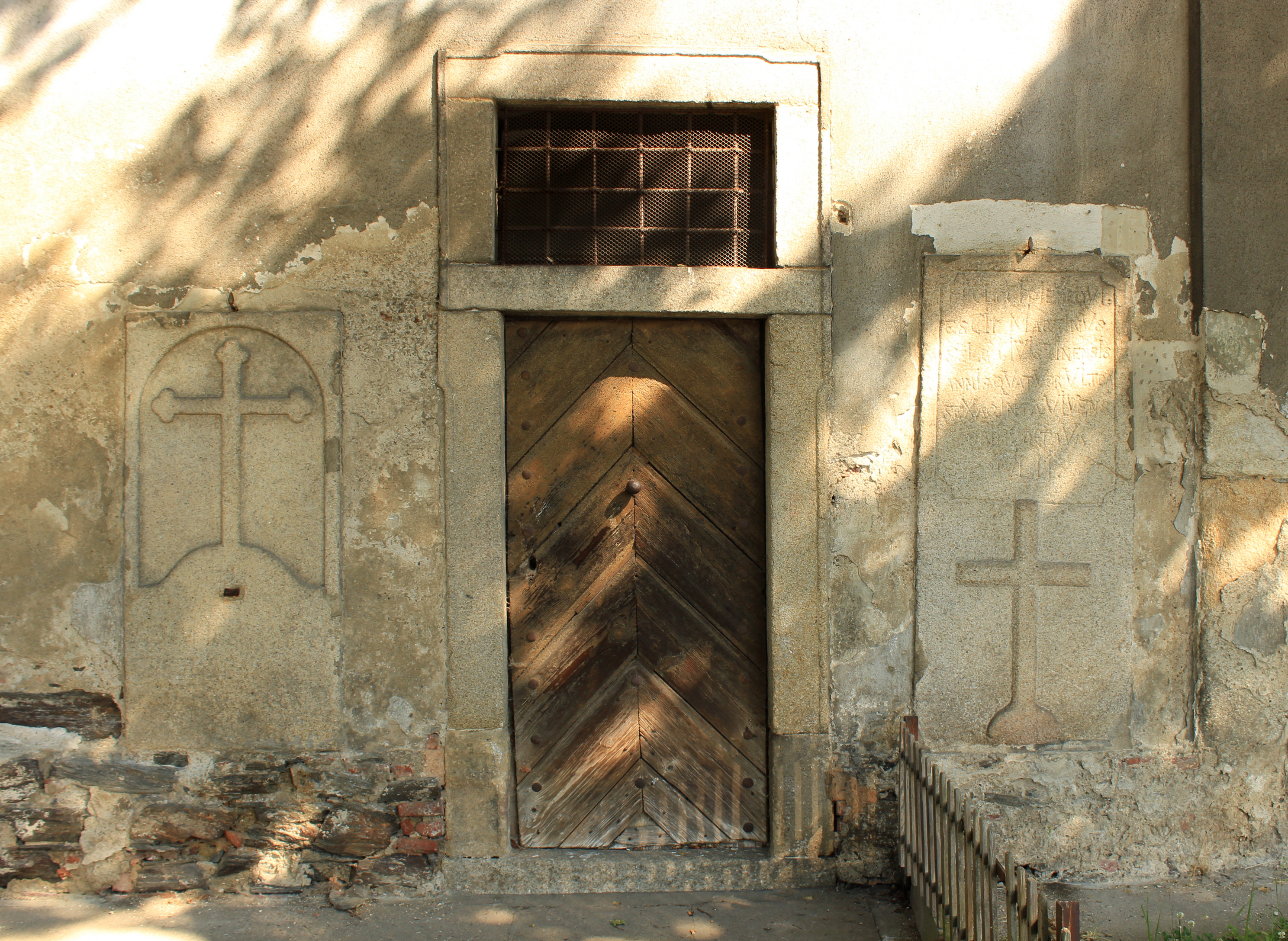
Boční vchod do kostela

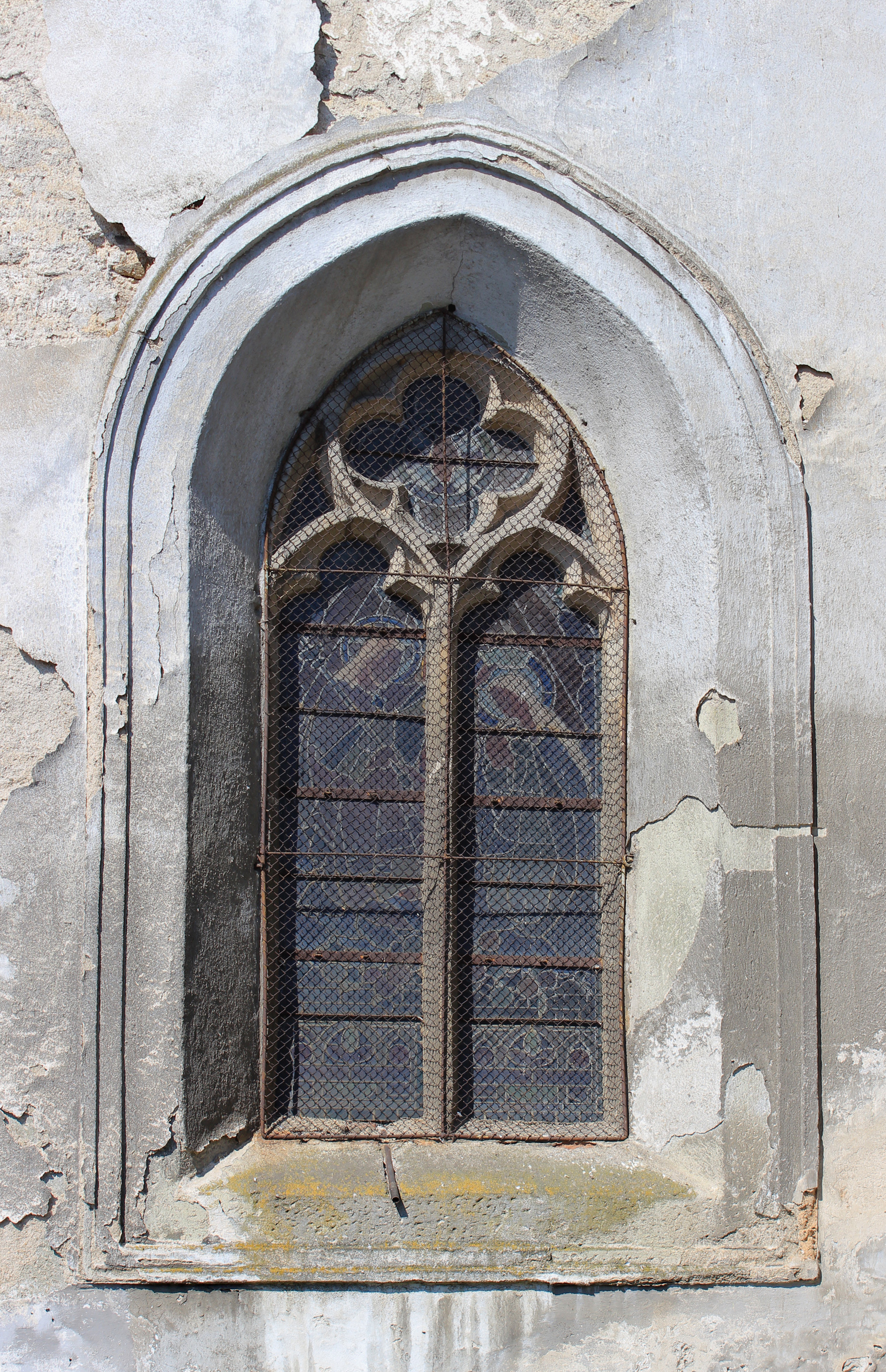
Okno kostela

Kostel sv. Apolináře byl postaven kolem poloviny 13. století. Kněžiště a k němu od jihu přilehlá kaple prošly kvůli špatnému stavebnímu stavu přestavbou v druhé polovině 14. století. V roce 1391 je zaznamenáno, že si tehdejší horšovotýnský arcijáhen vyjednal u papeže Bonifáce IX. odpustky pro všechny věřící, kteří přispějí na jeho rekonstrukci. V roce 1431 byl Horšovský Týn obléhán husitským vojskem a celá pravobřežní část města byla vypálena včetně kostela sv. Apolináře. Věž kostela získala svou dnešní podobu v 16. století a někdy před rokem 1768 proběhly výrazné barokní úpravy kostelní lodi, patrné zvenku na severní fasádě a uvnitř na zaklenutí lodi plackovou klenbou.

## Stavební podoba
Kostel sv. Apolináře byl stavěn na biskupském panství v Horšovském Týně patrně již s úmyslem učinit z něj nový sídelní kostel horšovských arcijáhnů. To by vysvětlovalo jeho velikost, která byla značně neobvyklá u stavby v tehdy ještě málo významné trhové vsi. Na kostelní loď navazuje lehce zúžené kněžiště podobné délky. Ke kněžišti z jihu přiléhá kaple a ze severu sakristie. U severní stěny lodi se tyčí pětipodlažní věž se zvonicí na vrcholu. Předsíň kostela přistavěná k západnímu průčelí nese v patře prostor kruchty. Pozůstatky pozdně gotické podoby kostela jsou části okenních kružeb u oken s lomenými oblouky. Střecha předsíně i kostelní lodi je mansardová, barokní. Náhrobky vetknuté do zdí jsou datovány od 16. až do 19. století. Z původní podoby kostela se mimo jiné dochoval zaslepený ústupkovitý portál na jižní fasádě lodi, který se stylově shoduje se stavebními prvky na zhruba ve stejné době budovaném biskupském hradu za řekou. Je pravděpodobné, že na obou stavbách se podíleli titíž kameníci. Pozdější kamenická výzdoba interiéru kostela sv. Apolináře pak nese znaky stavební hutě Petra Parléře, která ve stejné době fungovala na staveništi pražské katedrály sv. Víta, Václava a Vojtěcha.

## Zasazení do krajiny a historický význam místa
Horšovský Týn byl důležitou zastávkou na dálkové cestě spojující Řezno a Prahu. Této výhodné pozice si pražští biskupové a arcibiskupové byli dobře vědomi a svými investicemi významně přispívali k jeho stavebnímu rozvoji.